# أرت بوكر
أرت بوكر (بالإنجليزية: Art Bowker)‏ هو أكاديمي أمريكي، ولد في 1961.